# Морі Арінорі
Мо́рі Аріно́рі (яп. 森有礼, もりありのり; 23 серпня 1847 — 12 лютого 1889) — японський політичний і державний діяч, дипломат. Міністр культури Японії (1885 — 1889), один з авторів новітньої системи освіти Японії. Засновник університету Хітоцубасі. Голова «Товариства 1873». Член Токійської академії наук. Віконт.

## Біографія
Морі Арінорі народився 23 серпня 1847 року в південнояпонському автономному уділі Сацума-хан, в самурайській родині. Він навчався в удільній школі Дзосікан і урядовій школі Кайсейсьо. 1863 року Арінорі пережив сацумсько-британську війну, а через два роки, згідно з таємним удільними наказом, виїхав на стажування до Лондона. Згодом він переїхав до США, де зацікавився християнством і зблизився із харизматичним лідером Томасом Лейком Харрісом.
1868 року Арінорі повернувся до Японії й одразу ж був прийнятий на службу реставраційним Імператорським урядом як помічник Іноземної канцелярії. Він також увійшов до складу членів урядового Центру дослідження парламентської системи та Центру дослідження шкільної системи, але невдовзі полишив їх через неприйняття пропозиції скасувати самурайський становий привілей на носіння зброї.
1870 року Арінорі був відправлений помічником посла до США, де займався пошуком кредитів та розвитком японсько-американських культурних зв'язків. Перебуваючи на посаді він видав англійською мовою роботи «Релігійна свобода в Японії» та «Японська освіта».
1873 року Арінорі повернувся на батьківщину й отримав призначення на посаду старшого помічника Міністерства закордонних справ. Невдовзі його делегували послом до китайської династії Цін, а потім призначили виконувачем обов'язків заступника міністра закордонних справ Японії. В цей же час Арінорі заснував із однодумцями просвітницьке Товариство 1873 року, яке поширювало серед японської громадськості західні ідеї свобод і прав людини, а 1875 року відкрив Торговельний колегіум, майбутній університет Хітоцубасі, з метою розвитку японської промисловості, комерції та виховання кваліфікованих управлінців.
1879 року Арінорі був призначений надзвичайним і повноважним послом до Британської імперії. Він намагався скасувати нерівноправний японсько-британський договір, підписаний 1858 року, але успіхів у цій справі не здобув.
Влітку, 1882 року, Арінорі зустрівся з Іто Хіробумі в Парижі, де обговорив із ним тему модернізації системи освіти в Японії. 1884 року, після повернення додому, він отримав призначення на посади члена Імператорської ради та виконувача обов'язків голови Міністерства культури, і цілковито присвятив себе реформуванню японської освітньої системи. 1885 року, у зв'язку із постанням Кабінету міністрів Японії, Арінорі зайняв в ньому крісло міністра культури.
1886 року Арінорі розпочав реформу освіти й опублікував від імені японського уряду ряд указів щодо системи організації шкіл. Останні стали поділятися на початкові, середні і вищі. Він також започаткував систему найвищих Імперських університетів. Особливу увагу міністр приділяв вихованню освітніх кадрів, тому створив загальнонаціональну мережу педагогічних шкіл. Також він впровадив у навчальних закладах обов'язкові заняття з фізкультури.
За три роки свого перебування на посту, Арінорі об'їздив майже всю Японію — від регіону Тохоку до Окінави. Він виступав із просвітницькими лекціями, пояснюючи необхідність вестернізації традиційної освіти. Проте запал міністра сприймався прохолодно його підлеглими, а його укази викликали критику ізоляціоністів. Противники називали реформатора «привидом з товариства 1873 року», граючи на схожості прочитання ієрогліфів «Арінорі» з японським словом «юрей» — «привид».
11 лютого 1889 року, в день проголошення Конституції Великої Японської Імперії, Арінорі був убитий ізоляціоністом Нісіно Бунтаро.